# Manuel Muñoz Borrero
Manuel Antonio Muñoz Borrero (Cuenca, 4 de febrero de 1891 - México, octubre de 1976) fue un diplomático ecuatoriano nacido en Cuenca. Nombrado en 2011 Justo entre las Naciones, por su rol en ayudar a judíos a escapar del Holocausto, mientras fue primeramente  Cónsul General y luego Cónsul Honorario del Ecuador en Estocolmo.

## Biografía
Manuel Antonio Muñoz Borrero provino de la familia conservadora del diplomático cuencano. Mientras su padre ejercía de embajador plenipotenciario de Ecuador en África, Manuel Antonio estudió derecho en Bogotá. 
Se graduó de abogado en 1920 por la Universidad Nacional en Bogotá.

### Carrera diplomática
Desde Bogotá, se integró al servicio exterior de Ecuador, como tercer secretario en la embajada ecuatoriana en Colombia.
En 1931 fue nombrado Cónsul General de Ecuador en Estocolmo, Suecia. Durante la Segunda Guerra Mundial, Suecia se había declarado país neutral. En 1935, a causa de controversias políticas, fue cesado como cónsul diplomático, pero se le permitió continuar como cónsul honorario. El 13 de enero de 1942, fue destituido del consulado. Muñoz Borrero mantuvo su residencia en Estocolmo hasta 1961. Se dedicó a relacionador público, consultor jurídico y traductor.

### Actividad humanista
Aproximadamente en 1939, varios dirigentes del Congreso Judío Mundial para el salvamento de judíos en zonas ocupadas por los alemanes, entre ellos, Abraham Israel Jacobson, Jacob Ettlinger, Fritz Holländer, Moritz Pineas y John Benzian, acudieron al cónsul ecuatoriano en Estocolmo, para pedir pasaportes que permitieran salvar a varios judíos. En ese entonces, se podía emitir pasaportes propiamente dichos, y "pasaportes promesa" que permitían viajar, con el compromiso del país de otorgar el pasaporte formal al llegar al país.
En 1941, Muñoz Borrero otorgó cerca de 80 pasaportes "promesa" destinados a polacos judíos, que llegaron a Turquía y los presentaron en la Embajada de Chile. El embajador notificó como novedad que los pasaportes no tenían firma o foto, por lo que la Cancillería chilena notificó a la Cancillería de Ecuador, por esta novedad.
El 13 de enero de 1942, la Cancillería de Ecuador destituyó a Muñoz Borrero de su cargo, y pidió al gobierno sueco investigar su accionar. En Estocolmo, Muñoz Borrero rindió testimonio ante la policía sueca, pero no fue enjuiciado. Muñoz Borrero continuó otorgando pasaportes hasta 1943 aún después de destituido. Algunos se emitieron sin las especies oficiales, en simples hojas (como "copia de pasaporte") y en muchos casos, Muñoz Borrero no cobró las tasas consulares.
Óscar Vela estima en mil doscientos el número de personas que recibieron ayuda de Muñoz Borrero.
Manuel Antonio Muñoz Borrero permaneció hasta 1961 en Estocolmo, temeroso de que su comportamiento genere represalias. En 1961, volvió a Cuenca. En 1966, Carmen Van Arken volvió a contactarlo y reiniciaron su matrimonio en México. 
Manuel Antonio Muñoz Borrero falleció en México, en octubre de 1976, sin revelar a nadie su rol en la II Guerra Mundial.

## Familia

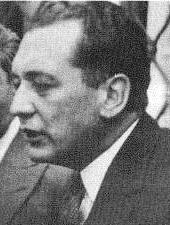
El expresidente de Colombia, Laureano Gómez, concuñado de su esposa Clara.

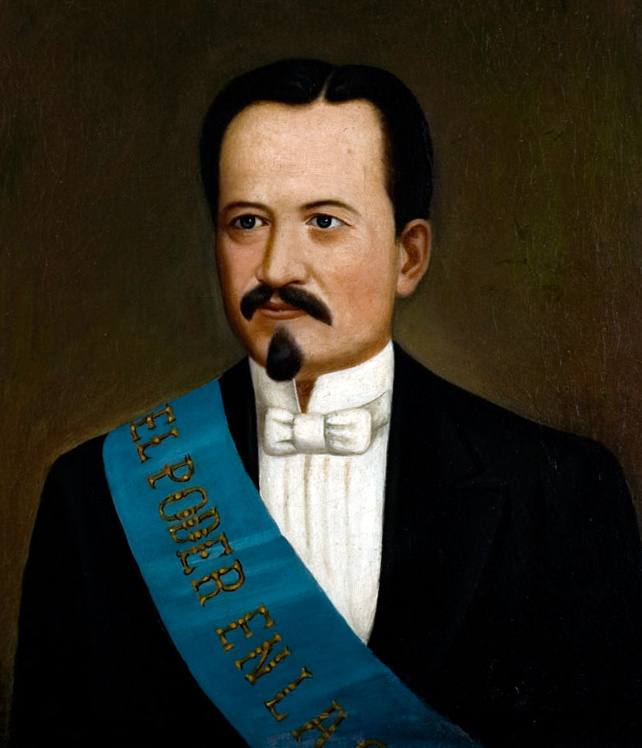
Su abuelo, el expresidente Antonio Borrero Cortázar.

Manuel era miembro de la aristocracia ecuatoriana, siendo hijo de Alberto Muñoz Vernaza y de Teresa Borrero Moscoso. Su madre era hija del expresidente de Ecuador, Antonio Borrero Cortázar, quien a su vez era nieto de Francisco y sobrino nieto del sacerdote católico José Ignacio Cortázar.
Manuel contrajo nupcias con la colombiana de ascendencia neerlandesa, Clara Van Arken Mallarino el 27 de junio de 1920, en Bogotá, en ceremonia presidida por el arzobispo de esa ciudad, Bernardo Herrera Restrepo.  
Su matrimonio con Clara lo conectó con la aristocracia colombiana, ya que Clara, por un lado, era hija del diplomático Gerardo Van Arken, quien era sobrino del político y periodista colombiano Guillermo Camacho Carrisoza, y del expresidente de ese país, Salvador Camacho Roldán; y por el otro, nieta del expresidente Manuel María Mallarino (de quienes eran sobrinos los expresidentes de ese país Carlos y Jorge Holguín), y sobrina nieta el escritor colombiano Jorge Isaacs. Los Holguín colombianos están emparentados con los de Ecuador a través del hacendado colombiano Vicente Holguín, cuyo hermano se instaló en Ambato. 
Su cuñada Clara Van Arken estaba casada con el periodista y caricaturista colombiano José María "Pepe" Gómez, hermano del expresidente de ese país, Laureano Gómez Castro, influyente hombre del conservadurismo colombiano.

## Premios y distinciones
- En 2011, fue póstumamente reconocido como Justo entre las Naciones, por el gobierno de Israel.[12]
- En 2018, fue póstumamente restituido al servicio exterior de Ecuador, por el Ministerio de Relaciones Exteriores y Movilidad Humana del Ecuador[13] y, reconocido como ejemplo de solidaridad y de esfuerzo en la diplomacia.[14]
- El 7 de marzo de 2023, el gobierno de Ecuador entregó la condecoración post mortem de la Orden Nacional "Honorato Vásquez" en el grado de Gran Cruz, por su destacada e incansable labor como Cónsul General ad honorem en Estocolmo durante la Segunda Guerra Mundial.

## En la cultura popular
- La historia de Manuel Muñoz Borrero fue referencia para la novela Ahora que cae la niebla (2019) de Óscar Vela.
- Cada año desde 2015 el Centro para la Investigación y Fomento de Estudios Humanitarios (CIFEH), la Cruz Roja Ecuatoriana (CRE) y la Delegación Regional del Comité Internacional de la Cruz Roja (CICR) para Perú, Bolivia y Ecuador organizan el concurso de Derechos Humanos Manuel Antonio Muñoz Borrero, dirigido a estudiantes de los países de Sudamérica, clasificatorio para el concurso universal de Derechos Humanos Jean Pictet. En 2022, participaron 36 equipos de cuatro países.[15]
- El Colegio Einstein de la ciudad de Quito, cuenta con una extensa biblioteca sobre estudios de Derechos Humanos y Genocidios Recientes que lleva el nombre de Manuel Antonio Muñoz Borrero.